# مايكل فان براغ
 مايكل فان براغ  (بالهولندية:  Michael van Praag) من مواليد 28 سبتمبر 1947 رئيس الاتحاد الملكي الهولندي لكرة القدم منذ العام 2008 ويشغل منذ شهر أغسطس 2015 منصب نائب رئيس اليويفا، كان خلال عامي 1989 حتى 2003 رئيس نادي أياكس.

## حياتة
مايكل براغ هو ابن فان براغ رئيس نادي أياكس خلال الفترة الممتدة بين عامي 1964- 1978 تدرج في المناصب الرياضية حتى وصل رئيسا للاتحاد الهولندي ومن ثم نائب رئيس اليويفا، ترشح رفقة ألكسندر سيفرين لخوض انتخابات رئاسة اليويفا سبتمبر 2016 خلفاً للرئيس المؤقت انخيل ماريا فيلار لكنه أخفق بالنجاح.